# 양성언
양성 언(陽成偃, ? ~ 기원전 133년)은 전한 중기의 제후로, 소부 양성연의 손자이다.

## 생애
경제 중2년(기원전 148년), 아버지 양성거질의 뒤를 이어 오후(梧侯)에 봉해졌다.
원광 2년(기원전 133년)에 죽으니 시호를 정(靖)이라 하였고, 작위는 아들 양성융노가 이었다.

## 출전
- 사마천, 《사기》 권19 혜경간후자연표
- 반고, 《한서》 권16 고혜고후문공신표

| 선대 아버지 오경후 양성거질 | 전한의 오후 기원전 147년 ~ 기원전 133년 | 후대 아들 양성융노 |